# Aire sauvage de la Rivière-Shelburne
L'aire sauvage de la Rivière-Shelburne (anglais : Shelburne River Wilderness Area) est une réserve naturelle de la Nouvelle-Écosse. Cette réserve protège le cours inférieur de la rivière Shelburne, qui est reconnue comme rivière du patrimoine canadien. On retrouve dans la réserve des forêts anciennes, de multiples lacs, des milieux humides et des ruisseaux.

## Géographie
L'aire sauvage de la Rivière-Shelburne a une superficie de 22,68 km2. Elle est entièrement située dans la municipalité régionale de Queens, dans le comté du même nom.
Elle partage sa limite nord avec le parc national de Kejimkujik et sa limite ouest avec l'aire sauvage Tobeatic.

## Flore
Rivière-Shelburne possède l'une des plus importantes hêtraie de la province.